# Малий Байрак
Малий Байрак — колишнє село в Україні. Містилося в Миргородському районі Полтавської області. 
На 3-версній карті 1860-70-х років позначене як хутір Воронин.
1982 р. у селі мешкало бл. 30 осіб.
Зняте з обліку рішенням Полтавської обласної ради 23 квітня 2003 року..